# Centro cultural Palacio de Villardompardo
El Centro Cultural Palacio de Villardompardo, de la ciudad de Jaén, está constituido por el Palacio de Villardompardo, la Capilla de la Visitación y varios edificios adosados y conectados entre sí. 

## Museo
El centro cultural alberga:
- Los Baños Árabes de Jaén
- El Museo Internacional de Arte Naïf de Jaén
- El Museo de Artes y Costumbres Populares de Jaén

## Arquitectura
El Palacio fue construido en el siglo XVI por Fernando Torres y Portugal, I Conde de Villardompardo y Virrey del Perú, presenta un estilo renacentista. Adjunto al palacio se encuentra la Capilla de la Visitación, lugar en el que se realizan exposiciones temporales. Todo el conjunto está construido sobre unos Baños Árabes del siglo XI, declarados Monumento Histórico Artístico. 